# Białousy
Białousy – wieś w Polsce położona w województwie podlaskim, w powiecie sokólskim, w gminie Janów.
Pierwotna nazwa wsi Białousy to Wólka Białousów. Nazwa ta została użyta pierwszy raz w 1709 r. w metryce kościelnej.
Nazwa miejscowości pochodzi od nazwiska rodziny, która jako pierwsza przybyła na ten teren.
Wieś królewska ekonomii grodzieńskiej położona była w końcu XVIII wieku w powiecie grodzieńskim województwa trockiego.
W 1917 r. podczas okupacji niemieckiej, mieszkańcy zorganizowali nauczanie dzieci w języku polskim. W wolnej Polsce otwarto tu powszechną 6-klasową szkołę. Po wkroczeniu wojsk sowieckich w 1939 r. utworzono niepełną szkołę średnią typu radzieckiego, która przestała funkcjonować w 1941 r. W 1951 r. wzniesiono drewniany budynek szkoły. W latach 60. prowadzono w nim oprócz szkoły podstawowej także 2-letnią Szkołę Przysposobienia Rolniczego. Nowy budynek szkoły wraz z boiskiem został oddany do użytku 10 października 1996 r.
W 1961 r. wieś zelektryfikowano, kolonie w 1970 r. 
W latach 1954–1971 wieś należała i była siedzibą władz gromady Białousy, po jej zniesieniu w gromadzie Janów. 
Wierni kościoła rzymskokatolickiego należą do parafii św. Józefa Rzemieślnika i św. Faustyny Kowalskiej w Łubiance.

## Zabytki
- drewniany wiatrak holender, ok. 1880,nr rej.:431 z 20.03.1979[9].